# UK Open 2019
Het UK Open 2019, ook bekend onder de naam Ladbrokes UK Open vanwege de sponsor Ladbrokes, was de zeventiende editie van het UK Open Darts. Het toernooi werd gehouden van 1 t/m 3 maart 2019 in Minehead, Butlins Resort. Het toernooi heeft "De FA Cup van het darts" als bijnaam, vanwege de willekeurige loting die na elke ronde plaatsvindt tot de finale.
De titelverdediger was Gary Anderson. Hij wist in de voorgaande editie Corey Cadby in de finale met 11-7 te verslaan. Laatstgenoemde miste deze editie wegens visumproblemen. Het toernooi werd gewonnen door Nathan Aspinall. Hij wist in de finale te winnen van Rob Cross.

## Prijzengeld
Voor de zeventiende editie van de UK Open bedroeg het totale prijzengeld £450.000,-. Dit was £100.000 meer dan de editie van 2018.
| Plaats (aantal spelers) | Plaats (aantal spelers) | Prijzengeld (Totaal: £450.000) |
| ----------------------- | ----------------------- | ------------------------------ |
| Winnaar                 | (1)                     | £100.000                       |
| Runner-up               | (1)                     | £40.000                        |
| Halvefinalist           | (2)                     | £20.000                        |
| Kwartfinalist           | (4)                     | £12.500                        |
| Laatste 16              | (8)                     | £7.500                         |
| Laatste 32              | (16)                    | £4.000                         |
| Laatste 64              | (32)                    | £2.000                         |
| Laatste 96              | (32)                    | £1.000                         |
| Laatste 128             | (32)                    | n.v.t.                         |
| Laatste 160             | (32)                    | n.v.t.                         |

## Veranderingen
Het grootste verschil met de editie van 2018 was de deelname van 160 deelnemers in plaats van de 128 die tot en met 2018 mee mochten doen. Daarbij waren de kwalificatietoernooien afgeschaft en kwalificeerden alle 128 tourkaarthouders zich automatisch voor het toernooi. Daarnaast was ook de top 16 van de PDC Challenge Tour 2018 gekwalificeerd. Het deelnemersveld werd afgemaakt met zestien qualifiers uit de Riley's Qualifiers. De instroom in het toernooi verschilde per kwalificatiewijze en plaats op de PDC Order of Merit.

### UK Open Order of Merit 1-32
De nummers 1 t/m 32 van de UK Open Order of Merit stroomden in de vierde ronde in.
| 1. Michael van Gerwen 2. Rob Cross 3. Peter Wright 4. Gary Anderson 5. Daryl Gurney 6. Michael Smith 7. Gerwyn Price 8. Mensur Suljović | 1. James Wade 2. Simon Whitlock 3. Dave Chisnall 4. Ian White 5. Darren Webster 6. Joe Cullen 7. Jonny Clayton 8. Adrian Lewis | 1. Stephen Bunting 2. Mervyn King 3. John Henderson 4. Steve West 5. Kyle Anderson 6. Steve Beaton 7. Kim Huybrechts 8. Jermaine Wattimena | 1. James Wilson 2. Jamie Lewis 3. Alan Norris 4. Jelle Klaasen 5. Raymond van Barneveld 6. Max Hopp 7. Benito van de Pas 8. Cristo Reyes |

### UK Open Order of Merit 33-64
De nummers 33 t/m 64 van de UK Open Order of Merit stroomden in de derde ronde in.
| 1. Dimitri Van den Bergh 2. Nathan Aspinall 3. Chris Dobey 4. Steve Lennon 5. Vincent van der Voort 6. Keegan Brown 7. Richard North 8. Robert Thornton 9. Brendan Dolan | 1. Justin Pipe 2. Jeffrey de Zwaan 3. Danny Noppert 4. Jan Dekker 5. William O'Connor 6. Ricky Evans 7. Martin Schindler 8. Antonio Alcinas 9. Ryan Searle | 1. Ryan Joyce 2. Ron Meulenkamp 3. Krzysztof Ratajski 4. Josh Payne 5. James Richardson 6. Luke Humphries 7. Mark Webster 8. Christian Kist 9. Gabriel Clemens | 1. Devon Petersen 2. Zoran Lerchbacher 3. Ronny Huybrechts 4. Mickey Mansell 5. Alan Tabern |

### UK Open Order of Merit 65-96
De nummers 65 t/m 96 van de UK Open Order of Merit stroomden in de tweede ronde in.
| 1. Ross Smith 2. Matthew Edgar 3. Simon Stevenson 4. Robert Owen 5. Wayne Jones 6. Robert Marijanović 7. Adam Hunt 8. Kevin Burness | 1. Glen Durrant 2. Luke Woodhouse 3. Ryan Meikle 4. Dirk van Duijvenbode 5. Tytus Kanik 6. Arron Monk 7. Bradley Brooks 8. Peter Hudson | 1. Davy Van Baelen 2. Dawson Murschell 3. Vincent Kamphuis 4. Mario Robbe 5. José Justicia 6. Mark Wilson 7. Ryan Harrington 8. Mark Dudbridge | 1. George Killington 2. Scott Baker 3. Gary Eastwood 4. John Goldie 5. Tony Newell 6. Gavin Carlin 7. Harry Ward 8. Andy Boulton |

### UK Open Order of Merit 97-128
De nummers 97 t/m 128 van de UK Open Order of Merit stroomden in de eerste ronde in.
| 1. Eddie Dootson 2. Terry Temple 3. Darius Labanauskas 4. Ted Evetts 5. Carl Wilkinson 6. Jamie Hughes 7. Jonathan Worsley 8. José de Sousa | 1. Mark McGeeney 2. Rowby-John Rodriguez 3. Barrie Bates 4. David Pallett 5. John Michael 6. Kirk Shepherd 7. Maik Kuivenhoven 8. Nathan Derry | 1. Adrian Gray 2. Conan Whitehead 3. Geert Nentjes 4. Madars Razma 5. Matt Clark 6. Yordi Meeuwisse 7. Joe Murnan 8. Reece Robinson | 1. Vincent van der Meer 2. Christian Bunse 3. Jamie Bain 4. Marko Kantele 5. Niels Zonneveld 6. Michael Barnard 7. Mike van Duivenbode |

### PDC Challenge Tour Qualifiers
De hoogste 16 spelers uit de Challenge Tour 2018 zonder een tourkaart stroomden in de eerste ronde in.
| 1. Cody Harris 2. Cameron Menzies 3. Martin Atkins 4. Dennis Nilsson 5. David Evans 6. Simon Preston 7. Adam Huckvale 8. Michael Rasztovits | 1. Jason Cullen 2. Diogo Portela 3. Jarred Cole 4. Mark Frost 5. Matthew Dennant 6. Darren Beveridge 7. John Davey 8. Lee Budgen |

### Rileys Amateurs Qualifiers
Er waren 16 kwalificatieplaatsen te verdienen via verschillende kwalificatietoernooien in Engeland. Hierbij konden amateurs zich kwalificeren voor de UK Open. Deze spelers stroomden in de eerste ronde in.
- Michael Burgoine
- Shaun Fox
- Lee Harris
- Scott Taylor
- Wes Newton
- Mark Barilli
- Kevin Thoburn
- Lloyd Browning
- Ian McFarlane
- Andy Jenkins
- Chris Lacey
- Rob Collins
- Barry Lynn
- Daniel Day
- Callan Rydz
- Brian Raman

## Wedstrijden

### Vrijdag 1 maart

#### Eerste ronde (laatste 160)
In de eerste ronde werd er gespeeld over 11 legs. De eerste speler die aan 6 gewonnen legs kwam, won de partij.
| Speler         | Uitslag | Speler               |  | Speler               | Uitslag | Speler           |
| -------------- | ------- | -------------------- |  | -------------------- | ------- | ---------------- |
| Mark McGeeney  | 6 – 3   | David Pallett        |  | Wes Newton           | 4 – 6   | Cameron Menzies  |
| Barry Lynn     | 4 – 6   | Michael Rasztovits   |  | Jamie Hughes         | 6 – 3   | Callan Rydz      |
| Dennis Nilsson | 2 – 6   | Madars Razma         |  | Mike van Duivenbode  | 2 – 6   | Ted Evetts       |
| Scott Taylor   | 6 – 4   | Darius Labanauskas   |  | Conan Whitehead      | 6 – 3   | Michael Burgoine |
| Shaun Fox      | 1 – 6   | Andy Jenkins         |  | Joe Murnan           | 6 – 3   | Mark Frost       |
| Diogo Portela  | 6 – 4   | Barrie Bates         |  | Adam Huckvale        | 6 – 3   | Mark Barilli     |
| Geert Nentjes  | 6 – 5   | David Evans          |  | Cody Harris          | 6 – 5   | John Davey       |
| Kirk Shepherd  | 6 – 2   | Jonathan Worsley     |  | José de Sousa        | 6 – 4   | Brian Raman      |
| Nathan Derry   | 6 – 4   | Lee Budgen           |  | Vincent van der Meer | 6 – 1   | Eddie Dootson    |
| Matt Clark     | 6 – 3   | Niels Zonneveld      |  | Jarred Cole          | 6 – 4   | Michael Barnard  |
| Jason Cullen   | 3 – 6   | Reece Robinson       |  | Christian Bunse      | 4 – 6   | John Michael     |
| Martin Atkins  | 3 – 6   | Jamie Bain           |  | Marko Kantele        | 6 – 2   | Chris Lacey      |
| Lloyd Browning | 6 – 5   | Lee Harris           |  | Kevin Thoburn        | 6 – 5   | Matthew Dennant  |
| Adrian Gray    | 6 – 1   | Ian McFarlane        |  | Daniel Day           | 1 – 6   | Maik Kuivenhoven |
| Carl Wilkinson | 4 – 6   | Yordi Meeuwisse      |  | Terry Temple         | 5 – 6   | Simon Preston    |
| Rob Collins    | 6 – 1   | Rowby-John Rodriguez |  | Darren Beveridge     | bye     |                  |

#### Tweede ronde (laatste 128)
In de tweede ronde werd er gespeeld over 11 legs. De eerste speler die aan 6 gewonnen legs kwam, won de partij. Cameron Menzies kwam te laat bij het speelbord en werd daardoor uit het toernooi gezet.
| Speler             | Uitslag | Speler            |  | Speler               | Uitslag | Speler               |
| ------------------ | ------- | ----------------- |  | -------------------- | ------- | -------------------- |
| Dawson Murschell   | 3 – 6   | Ross Smith        |  | Glen Durrant         | 6 – 1   | Maik Kuivenhoven     |
| Diogo Portela      | 1 – 6   | Jamie Hughes      |  | Scott Taylor         | 6 – 3   | Kevin Burness        |
| Wayne Jones        | 2 – 6   | Vincent Kamphuis  |  | Cody Harris          | 2 – 6   | Adam Hunt            |
| Simon Preston      | 3 – 6   | Arron Monk        |  | Kirk Shepherd        | 6 – 4   | Bradley Brooks       |
| Mark Wilson        | 4 – 6   | Mark Dudbridge    |  | Madars Razma         | 6 – 3   | Mark McGeeney        |
| Ted Evetts         | 3 – 6   | George Killington |  | Rob Collins          | 3 – 6   | Andy Boulton         |
| Matthew Edgar      | 6 – 4   | Gary Eastwood     |  | Harry Ward           | 6 – 3   | Lloyd Browning       |
| Cameron Menzies    | regl.   | Jamie Bain        |  | Nathan Derry         | 6 – 4   | Vincent van der Meer |
| Robert Marijanović | 3 – 6   | Davy van Baelen   |  | Andy Jenkins         | 5 – 6   | Mario Robbe          |
| Simon Stevenson    | 6 – 2   | Adrian Gray       |  | Gavin Carlin         | 6 – 2   | John Michael         |
| Scott Baker        | 6 – 2   | Ryan Harrington   |  | Tony Newell          | 4 – 6   | Adam Huckvale        |
| Tytus Kanik        | 0 – 6   | Yordi Meeuwisse   |  | Michael Rasztovits   | 6 – 5   | Conan Whitehead      |
| Peter Hudson       | 6 – 3   | John Goldie       |  | Geert Nentjes        | 6 – 3   | Jarred Cole          |
| Robert Owen        | 6 – 4   | Marko Kantele     |  | Joe Murnan           | 6 – 4   | Ryan Meikle          |
| Darren Beveridge   | 2 – 6   | Luke Woodhouse    |  | Reece Robinson       | 6 – 1   | José de Sousa        |
| José Justicia      | 6 – 2   | Kevin Thoburn     |  | Dirk van Duijvenbode | 6 – 3   | Matt Clark           |

#### Derde ronde (laatste 96)
In de derde ronde werd er gespeeld over 11 legs. De eerste speler die aan 6 gewonnen legs kwam, won de partij.
| Speler                | Uitslag | Speler                |  | Speler             | Uitslag | Speler               |
| --------------------- | ------- | --------------------- |  | ------------------ | ------- | -------------------- |
| Luke Humphries        | 6-1     | Vincent van der Voort |  | Mickey Mansell     | 6-1     | Danny Noppert        |
| Gabriel Clemens       | 6-2     | Zoran Lerchbacher     |  | Richard North      | 6-5     | Ronny Huybrechts     |
| Mark Dudbridge        | 5-6     | William O'Connor      |  | Matthew Edgar      | 3-6     | Ryan Searle          |
| Davy van Baelen       | 4-6     | Martin Schindler      |  | Ron Meulenkamp     | 5-6     | Adam Hunt            |
| Toni Alcinas          | 3-6     | Nathan Aspinall       |  | James Richardson   | 0-6     | Steve Lennon         |
| Luke Woodhouse        | 6-4     | Chris Dobey           |  | Ryan Joyce         | 6-3     | Robert Owen          |
| Mario Robbe           | 2-6     | Jeffrey de Zwaan      |  | Harry Ward         | 4-6     | Jan Dekker           |
| Adam Huckvale         | 2-6     | Brendan Dolan         |  | Geert Nentjes      | 6-0     | Justin Pipe          |
| Ricky Evans           | 6-5     | José Justicia         |  | Scott Baker        | 4-6     | Krzysztof Ratajski   |
| Simon Stevenson       | 6-3     | Mark Webster          |  | Jamie Bain         | 3-6     | Josh Payne           |
| Andy Boulton          | 4-6     | Christian Kist        |  | Arron Monk         | 6-5     | Robert Thornton      |
| Nathan Derry          | 5-6     | Keegan Brown          |  | Joe Murnan         | 6-4     | Alan Tabern          |
| Dimitri Van den Bergh | 6-0     | Kirk Shepherd         |  | Devon Petersen     | 2-6     | Jamie Hughes         |
| Gavin Carlin          | 6-2     | Glen Durrant          |  | Reece Robinson     | 6-4     | Dirk van Duijvenbode |
| Vincent Kamphuis      | 3-6     | Scott Taylor          |  | George Killington  | 4-6     | Madars Razma         |
| Yordi Meeuwisse       | 3-6     | Ross Smith            |  | Michael Rasztovits | 2-6     | Peter Hudson         |

#### Vierde ronde (laatste 64)
In de vierde ronde werd er gespeeld over 19 legs. De eerste speler die aan 10 gewonnen legs kwam, won de partij.
| Speler             | Uitslag | Speler                |  | Speler                | Uitslag | Speler             |
| ------------------ | ------- | --------------------- |  | --------------------- | ------- | ------------------ |
| Joe Cullen         | 6-10    | Gerwyn Price          |  | Dave Chisnall         | 10-8    | Luke Humphries     |
| Jelle Klaasen      | 4-10    | Madars Razma          |  | Peter Hudson          | 3-10    | Kim Huybrechts     |
| Luke Woodhouse     | 10-7    | Gavin Carlin          |  | William O'Connor      | 4-10    | Keegan Brown       |
| John Henderson     | 5-10    | Michael Smith         |  | Cristo Reyes          | 10-2    | Ryan Joyce         |
| Michael van Gerwen | 6-10    | Mervyn King           |  | Rob Cross             | 10-4    | Darren Webster     |
| James Wilson       | 1-10    | James Wade            |  | Martin Schindler      | 10-7    | Adam Hunt          |
| Joe Murnan         | 4-10    | Krzysztof Ratajski    |  | Nathan Aspinall       | 10-9    | Christian Kist     |
| Josh Payne         | 10-2    | Kyle Anderson         |  | Alan Norris           | 5-10    | Ross Smith         |
| Steve Beaton       | 10-8    | Gary Anderson         |  | Raymond van Barneveld | 7-10    | Simon Stevenson    |
| Stephen Bunting    | 6-10    | Steve Lennon          |  | Jeffrey de Zwaan      | 2-10    | Jermaine Wattimena |
| Ricky Evans        | 5-10    | Dimitri Van den Bergh |  | Jamie Hughes          | 10-5    | Ian White          |
| Jonny Clayton      | 10-3    | Arron Monk            |  | Brendan Dolan         | 4-10    | Richard North      |
| Mensur Suljović    | 10-8    | Peter Wright          |  | Adrian Lewis          | 9-10    | Jamie Lewis        |
| Geert Nentjes      | 4-10    | Max Hopp              |  | Benito van de Pas     | 3-10    | Gabriel Clemens    |
| Jan Dekker         | 3-10    | Simon Whitlock        |  | Daryl Gurney          | 10-1    | Reece Robinson     |
| Mickey Mansell     | 10-9    | Scott Taylor          |  | Ryan Searle           | 4-10    | Steve West         |

### Zaterdag 2 maart

#### Vijfde ronde (laatste 32)
In de vijfde ronde wordt er gespeeld over 19 legs. De eerste speler die aan 10 gewonnen legs komt, wint de partij. 
| Speler             | Uitslag | Speler                |  | Speler         | Uitslag | Speler           |
| ------------------ | ------- | --------------------- |  | -------------- | ------- | ---------------- |
| James Wade         | 10-7    | Max Hopp              |  | Madars Razma   | 2-10    | Nathan Aspinall  |
| Steve Beaton       | 10-8    | Keegan Brown          |  | Mickey Mansell | 8-10    | Steve Lennon     |
| Michael Smith      | 10-9    | Daryl Gurney          |  | Simon Whitlock | 10-8    | Gabriel Clemens  |
| Krzysztof Ratajski | 10-7    | Jonny Clayton         |  | Dave Chisnall  | 10-5    | Martin Schindler |
| Mensur Suljović    | 9-10    | Dimitri Van den Bergh |  | Jamie Lewis    | 7-10    | Josh Payne       |
| Simon Stevenson    | 10-6    | Kim Huybrechts        |  | Ross Smith     | 10-6    | Steve West       |
| Mervyn King        | 5-10    | Rob Cross             |  | Jamie Hughes   | 7-10    | Gerwyn Price     |
| Jermaine Wattimena | 10-8    | Luke Woodhouse        |  | Richard North  | 7-10    | Cristo Reyes     |

#### Zesde ronde (laatste 16)
In de zesde ronde wordt er gespeeld over 19 legs. De eerste speler die aan 10 gewonnen legs komt, wint de partij
| Speler             | Uitslag | Speler             |  | Speler          | Uitslag | Speler                |
| ------------------ | ------- | ------------------ |  | --------------- | ------- | --------------------- |
| James Wade         | 7-10    | Ross Smith         |  | Nathan Aspinall | 10-8    | Steve Lennon          |
| Krzysztof Ratajski | 3-10    | Gerwyn Price       |  | Dave Chisnall   | 9-10    | Simon Stevenson       |
| Michael Smith      | 10-3    | Jermaine Wattimena |  | Steve Beaton    | 10-8    | Dimitri Van den Bergh |
| Rob Cross          | 10-6    | Cristo Reyes       |  | Simon Whitlock  | 7-10    | Josh Payne            |

### Zondag 3 maart

#### Kwartfinale
In de kwartfinale wordt er gespeeld over 19 legs. De eerste speler die aan 10 gewonnen legs komt, wint de partij.
| Speler          | Uitslag | Speler       |  | Speler          | Uitslag | Speler       |
| --------------- | ------- | ------------ |  | --------------- | ------- | ------------ |
| Rob Cross       | 10-7    | Josh Payne   |  | Michael Smith   | 10-1    | Steve Beaton |
| Simon Stevenson | 5-10    | Gerwyn Price |  | Nathan Aspinall | 10-6    | Ross Smith   |

#### Halve finale en finale
|  | Halve finale (best of 21 legs) | Halve finale (best of 21 legs) |  |                   | Finale (best of 21 legs) | Finale (best of 21 legs) |
|  |                                |                                |  |                   |                          |                          |
|  |                                |                                |  |                   |                          |                          |
|  | Gerwyn Price (95.37)           | 9                              |  |                   |                          |                          |
|  | Nathan Aspinall (94.31)        | 11                             |  |                   |                          |                          |
|  |                                |                                |  |                   | Nathan Aspinall (88.72)  | 11                       |
|  |                                |                                |  | Rob Cross (84.79) | 5                        |                          |
|  | Rob Cross (94.23)              | 11                             |  |                   |                          |                          |
|  | Michael Smith (95.51)          | 7                              |  |                   |                          |                          |

2003 · 2004 · 2005 · 2006 · 2007 · 2008 · 2009 · 2010 · 2011 · 2012 · 2013 · 2014 · 2015 · 2016 · 2017 · 2018 · 2019 · 2020 · 2021 · 2022 · 2023 · 2024 · 2025